# 伏革菌目
伏革菌目（学名：Corticiales）是伞菌纲下的一目。这一目下的真菌几乎都是革菌，但有一个特例Marchandiomphalina foliacea，是伞菌而非革菌。这些真菌通常都是腐生菌，大多能令木材腐朽，不过也有一些寄生于草或地衣上。
该目中有一种Waitea circinata，能导致谷类作物等出现各种疾病。另一种Laetisaria fuciformis可使草坪出现红丝病。

## 分类
- 伏革菌科 Corticiaceae
- 点革菌科 Punctulariaceae
- Vuilleminiaceae